# 扎佐站
扎佐站是位于贵州省修文县扎佐镇的一个铁路车站，邮政编码550201。车站建于1965年，有川黔铁路经过该站，现仅办理货运业务，客运业务于2010年停办，车站及其上下行区间均已电气化。车站距离重庆站423公里，隶属成都铁路局贵阳南站:313，是四等站。

## 相邻车站
1. ↑  《中国铁道年鉴》编辑部. . 铁道部档案史志中心. 2011. ISSN 1009-6957.
2. ↑  《遵义年鉴》编辑部. . 中国文化出版社. 2016. ISBN 978-988-13358-1-4.